# NGC 6975
NGC 6975 هي مجرة تتبع كوكبة الدلو. اكتشفها ألبرت مارث في 12 يوليو 1864.

## روابط خارجية
- NGC 6975 على موقع ويكي سكاي: DSS2, SDSS, GALEX, IRAS, Hydrogen α, X-Ray, Astrophoto, Sky Map, Articles and images